# Herbita tharbaria
Herbita tharbaria är en fjärilsart som beskrevs av William Schaus 1923. Herbita tharbaria ingår i släktet Herbita och familjen mätare. Inga underarter finns listade i Catalogue of Life.